# رود نیهونباشی
رود نیهونباشی (به لاتین: Nihonbashi River) یک رود در ژاپن است که در چیودا-کو، توکیو واقع شده‌است.